# Omega Virginis
Omega Virginis (ω Vir / 1 Virginis / HD 101153) es una estrella en la constelación de Virgo de magnitud aparente +5,24. Se encuentra a 496 años luz del sistema solar.
Omega Virginis es una gigante roja de tipo espectral M4III que, con una temperatura efectiva de 3500 K, se encuentra entre las estrellas más frías del firmamento.
Rica en metales —su contenido relativo de hierro respecto al de hidrógeno es un 32% mayor que el del Sol—, es una variable semirregular, con dos períodos de 30 y 275 días.
Rota tan lentamente que su velocidad de rotación nunca ha sido medida.
Su luminosidad, corregida por la radiación infrarroja que emite, es entre 1100 y 1500 veces superior a la luminosidad solar.
Esta incertidumbre afecta a su posible tamaño; sin embargo, la medida directa de su diámetro angular da como resultado un radio 106 veces más grande que el del Sol.
Tiene una masa comprendida entre 1,5 y 2 masas solares.
Omega Virginis es una estrella evolucionada que puede hallarse en distintas etapas de su evolución estelar.
Puede estar cerca del punto de ignición del helio, puede haber comenzado la fusión nuclear de este elemento en carbono, o puede estar aumentando en brillo —por segunda vez— con un núcleo inerte de carbono-oxígeno. Su variabilidad sugiere la última etapa.
En cualquier caso, en un futuro evolucionará primero en una variable Mira, para posteriormente formar una nebulosa planetaria.
En última instancia finalizará su vida como una enana blanca.